# Gustav Freytag
Gustav Freytag, nemški pisatelj, publicist, urednik, novinar in univerzitetni profesor, * 13. julija 1816, Kreuzburg, Prusija, † 30. april 1895, Wiesbaden, Hessen.
Freytag je bil eden izmed glavnih predstavnikov nemškega realizma in je znan predvsem po svojh dramah, analizi drame in po t. i. Freytagovem dramskem trikotniku. 

## Življenje
Slavni pisatelj Gustav Freytag je bil rojen kot sin Gottloba Ferdinanda Freytaga, zdravnika in župana mesta Kreuzburg, in Henriete, rojene Zebe. Od 1829 je obiskoval gimnazijo v Ölsu v Šleziji, kjer je stanoval pri stricu Karlu Freytagu, in nato študiral do leta 1835 filologijo, kulturno zgodovino in antično umetnost na šlezijski univerzi Königliche Friedrich-Wilhelms Universität v današnjem Wroclawu (takrat Breslau). Od 1836 do 1837 je študiral na berlinski univerzi. 
V tem času se je prvič preizkusil kot dramatik z deloma "Der Hussit" leta 1837 in "Die Sühne der Falkensteiner" leta 1838, ki pa nista bili nikoli objavljeni.
V času svojega študija je spoznal Hoffmanna von Fallerslebna, univerzitetnega profesorja in pomembnega pisatelja, s katerim je razvil tesno prijateljstvo. Leta 1838 je doktoriral z disertacijo z naslovom „De initiis scenicae poesis apud Germanos“ in od leta 1839 do 1847 delal na univerzi v Wroclawu kot privatni docent. 
Tesen stik je imel predvsem s svojima kolegoma Hoffmann von Fallerslebnom in Augustom Geyderjem, s katerima je skupaj zbiral 
ljudske pesmi, ki so navdahnile brata Grimm.
Leta 1847 se je preselil v Dresden, naslednje leto v Leipzig in nato od leta 1851 živel v Sieblebnu pri Gothi. 
Leta 1867 je Freytg postal poslanec v nemškem Reichstagu v Berlinu. Tri leta pozneje je Freytag v vojni proti Franciji spremljal svojega prijatelja, pruskega kronskega princa, kot vojni poročevalec na fronti.
Leta 1881 je kupil še eno hišo v Wiesbadnu, glavnem mestu zvezne dežele Hessen, kjer je 14 let pozneje tudi umrl. Njegovo telo je bilo prepeljano nazaj v Siebleben.

## Družina
V svojem življenju kar trikrat poročeni Freytag se je leta 1847 v Dresdnu prvič oženil z nekaj let starejšo grofico Emilio von Dyhrn, ki jo je spoznal že nekaj let prej v času svojega obiska na njenem dvorcu v Doljni Šleziji. Grofica Emilia Dyhrn je bila bogata ločenka iz Šlezije, ki je s Freytagom že pred poroko negovala globoko prijateljstvo in ki je imela v vseh tridesetih letih, kolikor sta se poznala, izjemen vpliv nanj in na njegovo umetniško ustvarjanje. Emilia in Gustav nista imela svojih otrok, le Emilijinega sina iz njenega prvega zakona, grofa Arthurja Dyhrna, ki je bil deset let mlajši od Freytaga. Zakon med mladim Freytagom in njegovo zelo razgledano in uglajeno ženo Emilio je bil srečen in poln vzajemne ljubezni.
Oktobra 1875 je grofica Dyhrn v njuni vili pri mestu Gotha umrla po dolgoletni bolezni. Freytag je ob njeni smrti svojemu zvestemu prijatelju in založniku Salomonu Hirzelu iz Švice v pismu zapisal: 

"Dragi prijatelj. Moja žena je včeraj opoldne vzela slovo. Njen konec je bil blag in brez bolečin. To je rokopis, ki Vam ga pošiljam. Roman, ki ga pišem že od časa moje mladosti, je končan in zdaj utrujeno polagam pero na stran ..."
Tik pred smrtjo svoje žene Emilie je Gustav Freytag pričel romanco z njuno služkinjo Marie Dietrich iz Birkenfelda na Bavarskem, ki je bila od njega mlajša kar 30 let. Marie je očitno zanosila že mesec dni po smrti grofice, saj je avgusta leta 1876 Freytagu že rodila njegovega prvorojenca Gustava Willibalda. Naslednje leto, ko je umrl založnik Salomon Hirzel, je Freytag dobil še enega sina, Waldemarja. Oba otroka sta bila nezakonska, a se je s poroko med Freytagom in Dietrichovo leta 1879 to spremenilo. Njegova poroka je odmevala po časopisih v celi Evropi. Marie je iz navadne služkinje postala gospa Freytag, žena slavnega pisatelja. 
Leta 1884 je srečen zakon prekinila smrt Freytagovega drugorojenca Waldemarja za davico, star je bil šele 7 let. Marie je sinova smrt tako pretresla, da je doživela več živčnih zlomov in bila še istega leta internirana v psihiatrično bolnišnico, kjer je ostala še nekaj let in si od tega ni nikoli opomogla. 
Kmalu zatem je Gustav spoznal Anno Strakosch iz Dunaja, ki je bila od njega mlajša 36 let. Bila je poročena z uglednim dunajskim igralcem in profesorjem Alexandrom Strakoschem (1845-1909), a je s Freytagom vseeno razvila intenzivno prijateljstvo, ki se je kmalu spremenilo v ljubezensko razmerje.
Septembra 1890 se je Freytag tudi uradno ločil od svoje žene Marie in isto je dva meseca za njim storila Anna, ki je imela iz svojega prvega zakona že 5 otrok in najmlajše je Freytag celo posvojil. Leta 1891 sta se Freytag (star 75 let) in Anna (stara 39 let) poročila in odšla na poročno potovanje v Nico v Južno Francijo in Severno Italijo.
Anna je bila Židinja in Freytag, sicer pred tem antisemitsko nastrojen pisatelj, se je v tem času presenetljivo pridružil združenju za odpravo antisemitizma, kot je to storila tudi njegova prijateljica baronica Marie von Ebner-Eschenbach s svojim možem na Dunaju. Tudi svoje posvojene otroke je še naprej vzgajal kot Žide in jim dovolil obiskovati židovske šole.
Leta 1895 je Gustav Freytag umrl kot umetnik, ki je že v času svojega življenja dosegel svetovno prepoznavnost. Leto pozneje je umrla njegova nekdanja žena Marie Dietrich, vdova Anna pa je preminila šele leta 1911 in je skupaj s Freytagom pokopana v Sieblebnu. 

## Opus
Leta 1841 je Freytag kot eno izmed svojih prvih del napisal dramo "Die Brautfahrt oder Kunz von der Rosen", ki je bila objavljena šele tri leta pozneje. 
Leta 1843 je napisal dramo "Die Tscherkessin", ki je bila objavljena posthumno, 1844 pa dramo "Der Gelehrte", objavljeno leta 1848.
Leta 1845 se je Freytag preizkusil tudi kot lirski pesnik. Izdal je pesniško zbirko "In Breslau", ki pa je bila njegov prvi in zadnji pesniški "poizkus". Zatem se je docela posvetil prozi. 
Leta 1846 je nastala drama "Die Valentine" (objavljena 1847), ki je bila kmalu uprizorjena v več gledališčih. Prevedena je bila tudi v norveščino in pod vodstvom Henrika Ibsena uprizorjena v gledališču Theater Christiania v Oslu.
Leta 1847 je napisal dramo "Grof Waldemar" (kot knjiga objavljena 1850) in leto pozneje s svojim prijateljem Julianom Schmidtom prevzel vodenje političnega časopisa "Grenzboten", avstrijskega časopisa, ki ga je ustanovil avstrijski poslanec in politični pisatelj Ignaz Kuranda. Ta časopis je bil od leta 1849 v Avstriji prepovedan. Freytagovi sodelavci so takrat postali: novinar Moritz Busch, ki se je v svojih člankih posvečal predvsem Bismarcku in njegovi politiki, Max Jordan, direktor narodne galerije v Berlinu, Heinrich von Treitschke, zgodovinar in pisatelj, in drugi. 
Leta 1854 je objavil svojo komedijo "Die Journalisten", ki je bila napisana že leta 1852 in takrat tudi uprizorjena v wroclawškem gledališču in dosegla velik uspeh.
Leta 1855 je bil objavljen Freytagov slavni in najuspešnejši roman "Soll und Haben", po katerem je bil v 20. stoletju posnet tudi film, v katerem so igrali med drugimi Heinrich George, Mady Christians in Olga Tschechowa.
V letih 1859, 1862, 1866 je Freytag objavljal različne kulturno-zgodovinske publikacije.
Leta 1859 je objavil tragedijo "Die Fabier", leta 1863 pa pomembno znanstveno delo "Die Technik des Dramas", ki še danes velja za pomembno dela na področju dramske analize in tehnike.
Leta 1864 je izšel roman "Die verlorene Handschrift", in dve leti zatem anonimno politična brošura "Was wird aus Sachsen".
Leta 1870 je Freytag napisal biografijo svojega prijatelja pod naslovom "Karl Mathy. Geschichte seines Lebens" in istega leta izstopil iz časopisa "Grenzboten". Že naslednje leto je s Salomonom Hirzelom pričel izdajati nov časopis "Im neuen Reich" kot nadomestek prejšnjega. 
V letih 1872-1880 je bil izdan Freytagov zgodovinski ciklus romanov "Die Ahnen":
- 1872 "Ingo und Ingraban"
- 1873 "Das Nest der Zaunkönige"
- 1874 "Die Brüder vom deutschen Hauses"
- 1876 "Marcus König"
- 1878 "Die Geschwister"
- 1880 "Aus einer kleinen Stadt"

V letih 1886-1888 je Freytag izdal svoja izbrana dela ("Gesammelten Werke") v 22-ih delih. Med tem časom je bilo izdano tudi delo "Erinnerungen aus meinem Leben", njegovi spomini, ki jih je posvetil svoji ljubimki in bodoči ženi Dunajčanki Anni Strakosch.
Leta 1889 je izdal delo "Der Kronprinz und die deutsche Kaiserkrone", 1893 pa na Dunaju še esej "Ueber den Antisemitismus, Eine Pfingstbetrachtung". Dve leti zatem je umrl.

## Razno
Po Freytagu je dandanes med drugim poimenovana šola Gustav-Freytag-Schule v Berlin, gimnazija Gustav Freytag Gymnasium v mestu Gotha ter ulice v mestih Berlin, Leipzig, Dunaj, Bielefeld, Erfurt, Chemnitz, Teltow, Frankfurt, Wiesbaden, Hamburg, Recklinghausen, Leverkusen, Münster, Marburg, München, Duisburg, Aachen, Bremen, Coburg, Göttingen itd. 